# 峨眉钩毛蕨
峨眉钩毛蕨（学名：Cyclogramma omeiensis）为金星蕨科钩毛蕨属下的一个种。

## 扩展阅读
維基物種上的相關：峨眉钩毛蕨